# Blepyrus insularis
Blepyrus insularis är en stekelart som först beskrevs av Peter Cameron 1886.
Blepyrus insularis ingår i släktet Blepyrus och familjen sköldlussteklar. Inga underarter finns listade i Catalogue of Life.